# Thénia

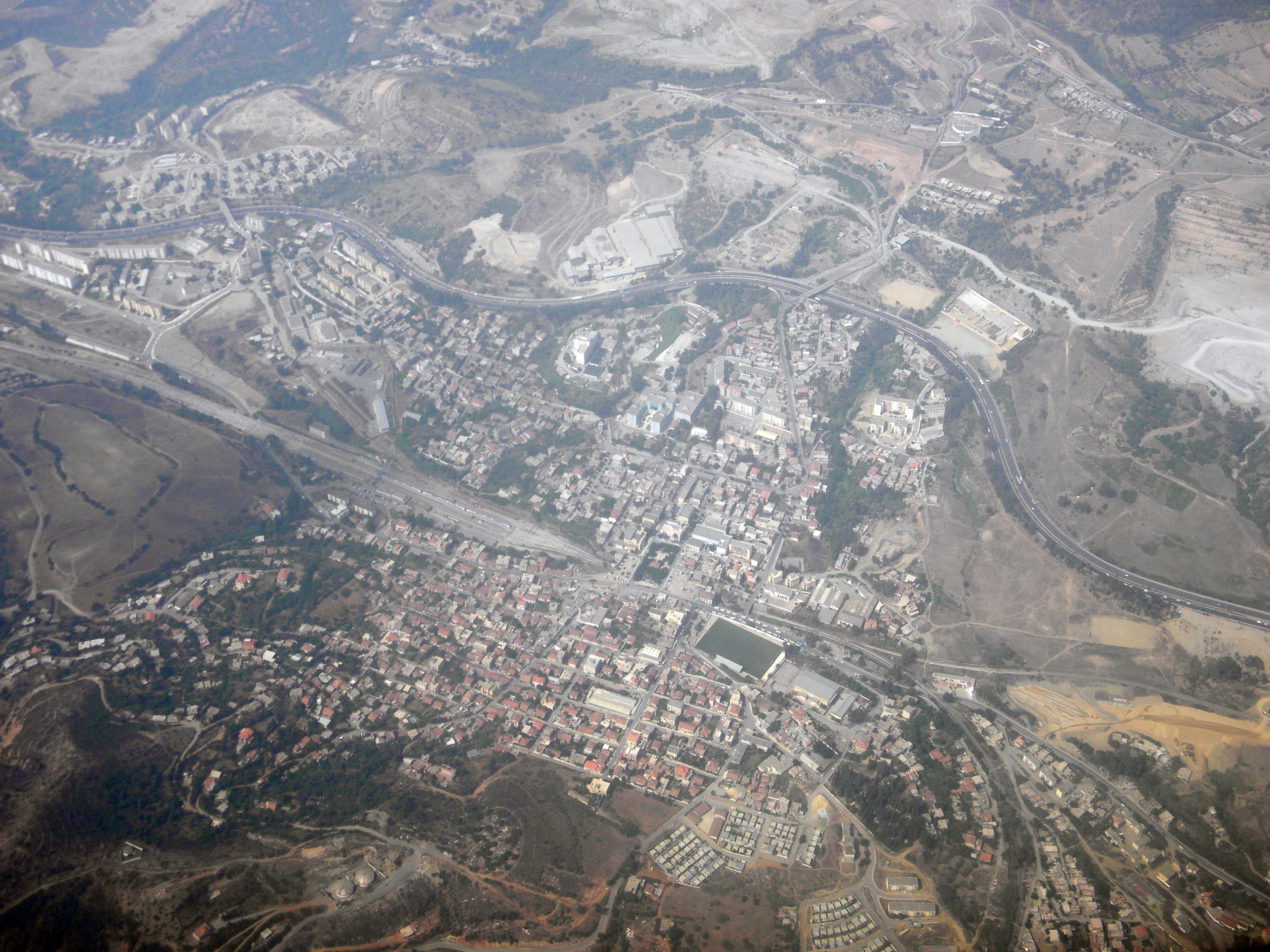
Luftbild von Thénia

Thénia (arabisch الثنية (ثنية بني عائشة، تيزي نايث عيشة), DMG at-Thaniya) ist eine Stadt in der Provinz Boumerdes, in der Kabylei, in Algerien. Im Jahre 2008 hatte sie 21.439 Einwohner.

## Bekannte Einwohner
- Sidi Boushaki (1394–1453), algerischer Theologe
- Mohamed Seghir Boushaki (1869–1959), algerischer Politiker[3]
- Yahia Boushaki (1935–1960), algerischer Politiker[4]
- Mustapha Ishak-Boushaki (* 1967), algerischer theoretischer Physiker und Kosmologe
- Hocine Soltani (1972–2002), algerischer Boxer
- Mohamed Allalou (* 1973), algerischer Boxer
- Shahnez Boushaki (* 1985), algerischer Basketballspieler